# Porsche 959
El Porsche 959 es un automóvil deportivo producido por el fabricante alemán Porsche desde el año 1986 hasta 1988. Fue desarrollado para competir en el Grupo B y más tarde se fabricó como automóvil de calle para ser vendido al público, a fin de cumplir con la homologación de la FIA.

## Historia

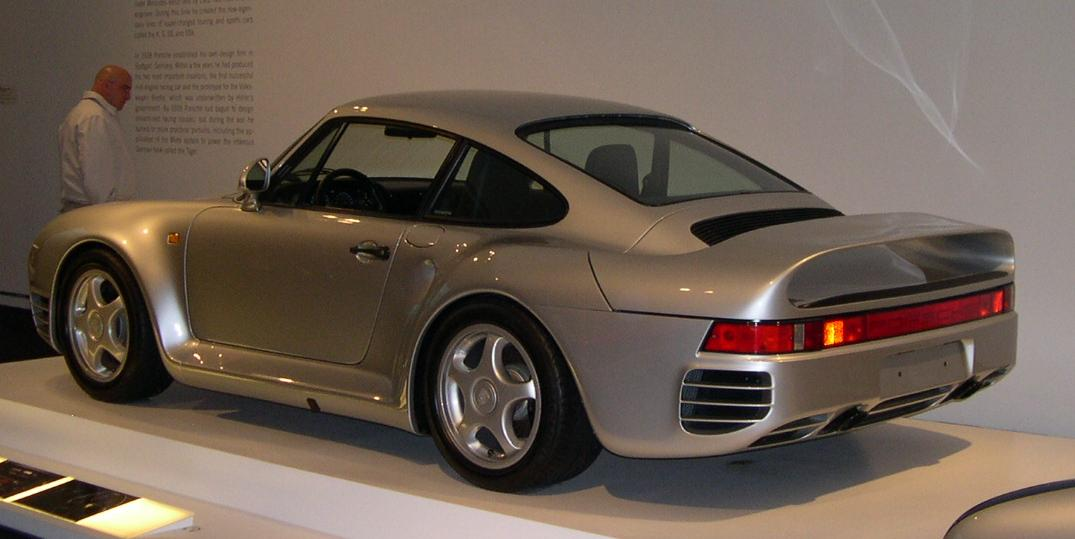
Vista posterior de un Porsche 959 en el Museo de Bellas Artes de Boston.

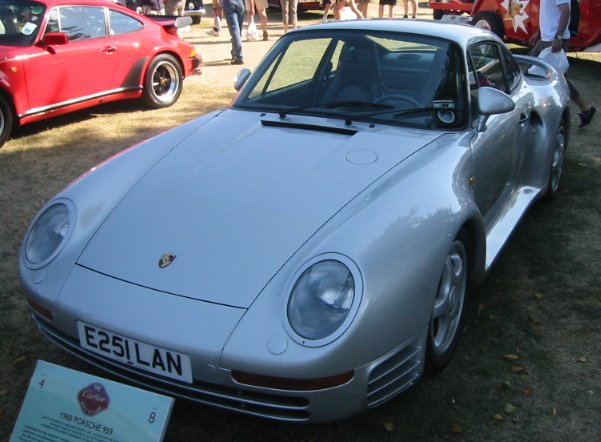
En el Festival de la velocidad de Goodwood de 2003.

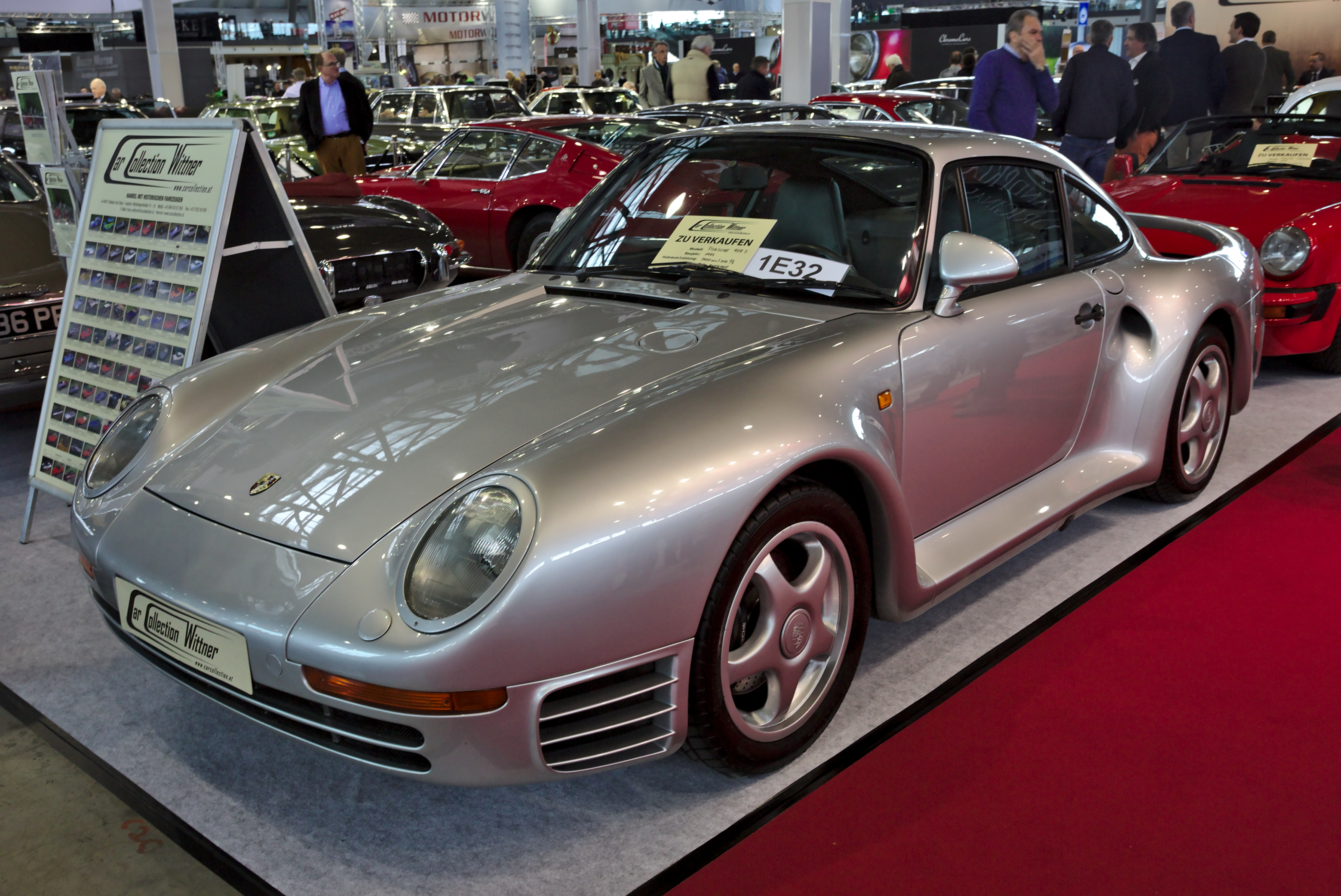
Porsche 959 S (Sport).

Fue el primer automóvil deportivo moderno en utilizar tracción a las cuatro ruedas con un embrague multidisco y reparto de par, con un 40% delante y 60% atrás, que proporcionó la base para el primer Porsche 911 Carrera 4 y llevó a Porsche a incluir la tracción a las cuatro ruedas en todos los Porsche 911 Turbo desde la generación 993. Durante su vida comercial, el vehículo tenía solamente un par legal con prestaciones comparables a las del Ferrari F40.
La corta producción del 959 fue solamente de 268 unidades de calle y las prestaciones asombrosas siempre han mantenido su precio en el mercado con valores altos.
El desarrollo del 959 (originalmente llamado Gruppe B) comenzó en 1981, poco después de que el entonces nuevo director general de la compañía, Peter Schutz, ocupase su cargo. El Ingeniero Principal de Porsche en ese entonces, Helmuth Bott, se acercó a Schutz con algunas ideas sobre el Porsche 911, o más exactamente, uno nuevo. Bott sabía que la compañía necesitaba un coche deportivo en el cual poder confiar en el futuro y que se pudiera desarrollar durante los años siguientes.
Curioso con respecto a cuánto podrían hacer con los motores traseros del 911, Schutz convenció a Bott de que las pruebas de desarrollo debían llevarse a cabo, e incluso propuso investigar el desarrollo de un nuevo sistema de tracción a las cuatro ruedas. Schutz se convenció y dio luz verde al proyecto. Bott también sabía por experiencia que un programa de competición acelera el desarrollo de nuevos modelos. Viendo en el Grupo B de carreras de Rally el escenario perfecto para probar el nuevo modelo y su sistema de tracción a las cuatro ruedas, Bott fue a Schutz y consiguió otra vez luz verde para continuar con el desarrollo del coche, basado en su modelo desarrollado para la competición en el Grupo B. 
Porsche comenzó con un motor que ya tenían y desde allí comenzó con el desarrollo. La planta motriz, un motor bóxer de seis cilindros biturbo, con un bloque refrigerado por aire y válvulas refrigeradas por agua, tenía una cilindrada de 2849 cm³ (2,8 L; 173,9 plg³), casi medio litro menos que el motor del 911 contemporáneo. El motor había sido desarrollado originalmente para el deportivo "Moby Dick" y fue modificado levemente para el Porsche Indy de breve duración y varios otros proyectos antes de ser "ajustado" una última vez para su uso en los 961, la contrapartida del 959 de carreras.
Gran parte del presupuesto se había invertido en el desarrollo de materiales avanzados. Se utilizó kevlar en techo, aletas y la zaga, poliuretano en los faldones de poliuretano y aluminio en capó y puertas. Además contaba con una suspensión ajustable con sistema hidráulico trasero, un sistema de tracción activa a las cuatro ruedas, los primeros sensores de presión de neumáticos de la historia (montaba 235/45 delante y 255/40 detrás) y hasta llantas de magnesio con radios huecos. Tecnologías avanzadas que estaban décadas por delante de su tiempo y que lograban aligerar el coche hasta los 1450 kg (3197 lb).
En 1986, el Porsche 959 se lanzó al mercado y estuvo a la venta tres años, hasta 1989. A pesar de todo el dinero que pudo perder la marca en esta aventura, no fue dinero tirado por la ventana. De hecho, el actual 911 Turbo es un descendiente directo de aquel programa de desarrollo y en realidad tiene más en común con el 959 que con el original 911.

## Versiones

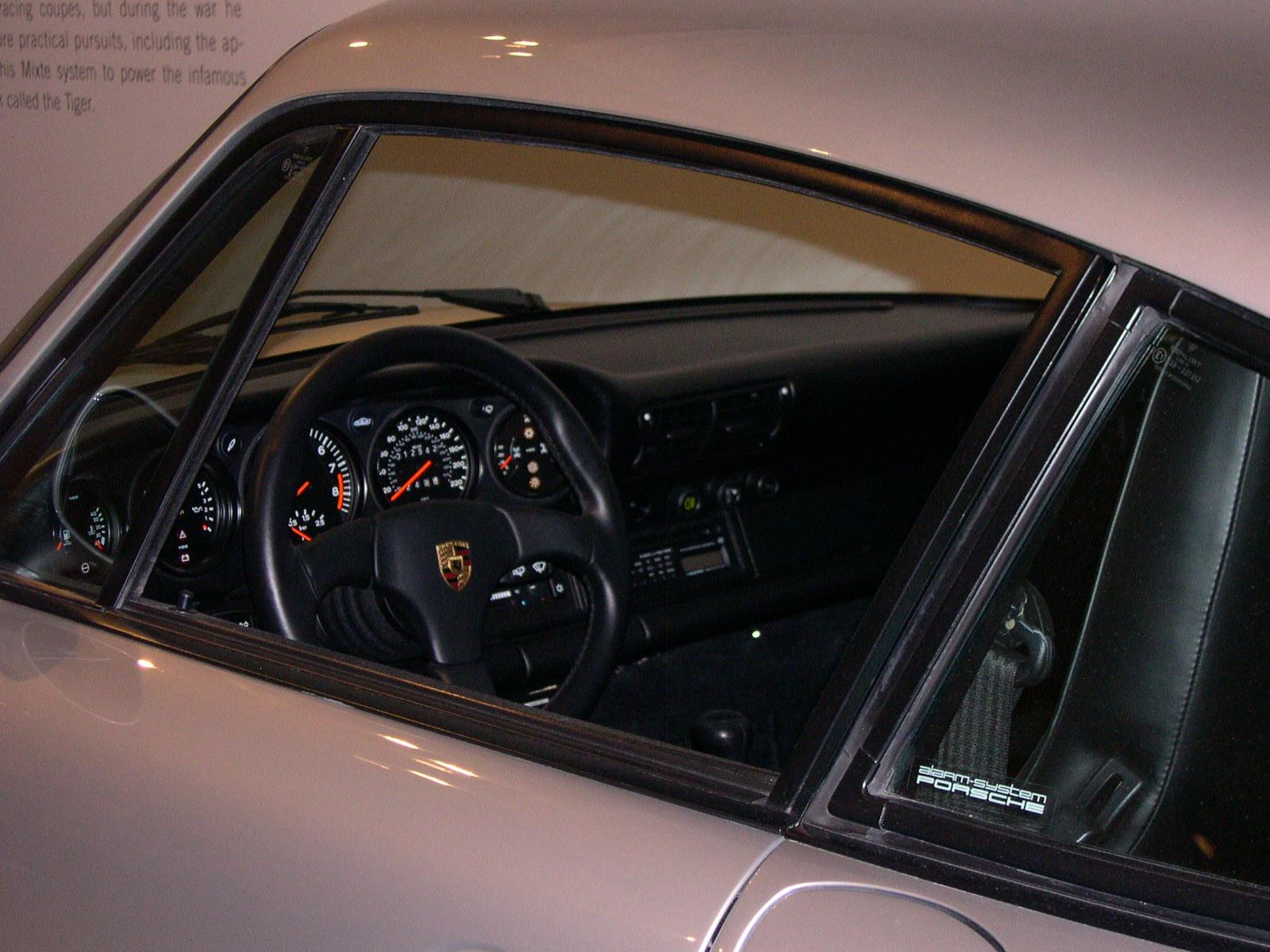
Interior del Porsche 959.

De todos los Porsche 959 fabricados en los años 80, solamente 29 unidades contaban con especificaciones "S" (de Sport), los cuales fueron fabricados en Zuffenhausen, Alemania; el resto de los 959  se denominaban "Komfort". Sus asientos deportivos se tapizaban en tela y no en cuero. Sumaban arneses de cuatro puntos y jaula de seguridad, pero eliminaban el sistema de sonido y el climatizador, por lo que estas versiones Sport venían aligeradas respecto a los Komfort.

## Modificaciones de Canepa Design
En 2003, Canepa Design comenzó a usar piezas nuevas y técnicas de modificación para modificar los 959, haciéndolos más poderosos así como para tener niveles de las emisiones contaminantes aceptables, para que pudieran ser homologados como coches de calle bajo la nueva legislación de EE. UU., alentando el estado del vehículo como coleccionable entre los compradores estadounidenses.

## Especificaciones

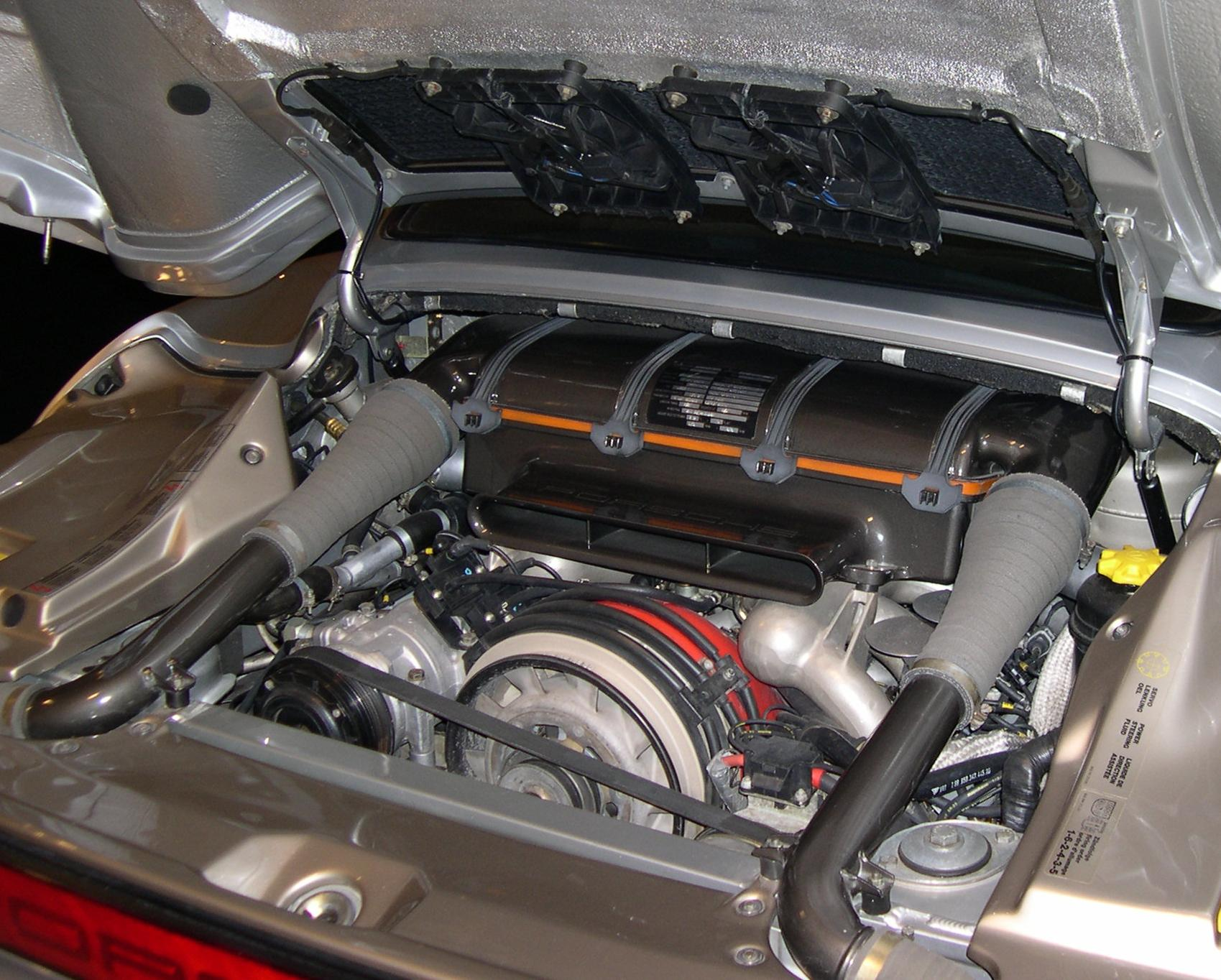
Motor del Porsche 959.

Para transmitir la potencia al suelo de forma efectiva, la firma recurrió al sistema de tracción integral más avanzado en la época, conocido como PSK (Porsche-Steuer Kupplung), que utilizaba un embrague multidisco controlado electrónicamente, que le permitía distribuir el par motor entre el eje delantero y el trasero.
En condiciones normales, el reparto de par era del 50% en cada eje, aunque podía enviar hasta el 80% de la fuerza al tren trasero, en función de la adherencia disponible, la posición del acelerador, el ángulo de giro del volante o el modo de conducción seleccionado. Permitía seleccionar distintos modos de funcionamiento para el control de tracción.
A continuación los demás datos técnicos:
| Peso del motor          | 236 kg (520 lb). |
| Materiales del motor    | Bloque y cabezas de aleación ligera. |
| Diámetro x carrera      | 95 mm (3,74 plg) x 67 mm (2,64 plg). |
| Distribución            | Doble (DOHC) árbol de levas a la cabeza, con 4 válvulas por cilindro (24 en total). |
| Alimentación            | Inyección indirecta Bosch Motronic. |
| Relación de compresión  | 8,3:1. |
| Aspiración              | Biturbo KKK secuenciales de 0,9 bar (12,8 psi) a 1 bar (14,2 psi), con 2 intercoolers. |
| Potencia máxima         | 450 CV (444 HP; 331 kW) DIN a las 6500 rpm. 515 CV (508 HP; 379 kW) a las 6500 rpm (Sport). |
| Par máximo              | 500 N·m (369 lb·pie) a las 5500 rpm. 561 N·m (414 lb·pie) a las 6.450 rpm (Sport). |
| Depósito de combustible | 85 litros (22,5 galAm). |
| Aceleración             | 0-60 mph (97 km/h): 3,7 segundos. 0-100 mph (161 km/h): 9,6 segundos. 1/4 milla (402 m): 12,5 segundos. - 11,8 segundos (Sport). 0-200 km/h (124 mph): 14,3 segundos. - 13,1 segundos (Sport). 0-1 km (0,6 mi): 21,7 segundos. - 21,6 segundos (Sport). |
| Chasis                  | Monocasco de acero. |
| Distribución de peso    | 40% al frente. |
| Sistema de lubricación  | Cárter seco. |

### Relaciones de la caja de cambios
| 1ª  | 2ª    | 3ª    | 4ª    | 5ª    | 6ª    | Final |
| --- | ----- | ----- | ----- | ----- | ----- | ----- |
| 3,5 | 2,059 | 1,409 | 1,036 | 0,813 | 0,639 | 4,125 |

## En competición
Logró alzarse con la victoria en el Rally París-Dakar de 1986.